# Bogdan Crnobrnja
Bogdan Crnobrnja, hrvaški častnik, politik in veleposlanik, * 16. december 1916, Gvozd, † 1998.

## Življenjepis
Leta 1941 je vstopil v KPJ in se pridružil NOVJ. Med vojno je bil politični komisar 1. slavonskega odreda, poveljnik 1. slavonske brigade, namestnik poveljnika in poveljnik 3. operativne cone, sekretar Oblastnega NOO za Slavonijo in namestnik poveljnika 6. korpusa.
Po vojni je bil pomočnik ministra za trgovino, pomočnik državnega sekretarja za trgovino, veleposlanik v Indiji in ZDA, generalni sekretar predsednika republike,... Bil je tudi član Zvezne skupščine, Glavnega odbora SSRNJ, CK ZKJ, itd.

## Odlikovanja
- Red ljudske osvoboditve
- Red jugoslovanske zastave